# Охонуа
Охонуа (тонг. ʻOhonua) — столица округа Эуа. Располагается на западной стороне острова.
Город находится вокруг устья единственной реки — Лакатаха. Тут есть правительственные здания, банк,Собор, а неподалёку от города — аэропорт. Иногда это место называют Таха каэ афе (Тонг. Taha kae afe). Один из немногих городов Тонги с населением свыше 600 человек. 7 сентября 2024 года в 128 км от деревни проходило землетрясение магнитудой 6 баллов, пострадавших и погибших не зафиксировано 

## Транспорт
В 3 км от города находится Аэропорт Эуа.

## Население
Жители деревни (как и жители всей Тонга) в основном исповедуют христианство.
Население Охонуа в 2011 году составляло 1528 человек (вместе с Таангой)
Также, в переписях 2011 и 2006 годов население Таанги было представлено с населением Охонуа, но в последующих переписях снова была представлена отдельно, так, в переписи 2021 года в Охонуа проживали 1 289 человек, а в Таанге — 201 человек
Динамика численности населения:
| 2006 | 2011 | 2021 |
| ---- | ---- | ---- |
| 1626 | 1528 | 1289 |

## География
Деревня находится на острове Эуа (Архипелаг Тонга), и является самым большим населённым пунктом на острове.
Высота центра — 25 м.
Деревня (как и вся Тонга) находится в тропическом климате.